# Anderson dos Santos
Anderson Jorge Oliveira dos Santos (né le 23 avril 1972 à Além Paraíba, Minas Gerais) est un athlète brésilien, spécialiste du 400 m.
Son meilleur temps est de 45 s 39 obtenu en altitude à Bogota en 1999. Il participe aux Jeux olympiques de 2004.
Il détient en 2 min 58 s 56 le record du Brésil du relais 4 x 400 m avec ses coéquipiers Claudinei da Silva, Eronilde de Araújo et Sanderlei Parrela, obtenu le 30 juillet 1999 aux Jeux panaméricains à Winnipeg.